# Blepharodon bolivianum
Blepharodon bolivianum är en oleanderväxtart som beskrevs av Gustaf Oskar Andersson Malme. Blepharodon bolivianum ingår i släktet Blepharodon och familjen oleanderväxter. Inga underarter finns listade i Catalogue of Life.